# Alexandre Alves Teixeira
Alexandre Alves Teixeira (Porto Alegre, 1 de Outubro de 1969) é um professor de esgrima brasileiro.
Atuou como atleta entre os anos de 1986 e 1994. Como técnico, coordenou várias categorias das equipes nacionais em vários campeonatos. Participou de seis jogos olímpicos, como técnico e chefe de equipe. Hoje ele coordena o departamento de esgrima do Grêmio Náutico União e acompanha equipes brasileiras de diversas categorias em competições internacionais. 

## Formação
- 1992, concluiu a Licenciatura Plena em Educação Física na Escola Superior de Educação Física do IPA – Porto Alegre, RS.
- 1993, concluiu o Curso de Mestre d’Armas Internacional em Esgrima na Escola de Educação Física do Exército – 1er Degrée – Rio de Janeiro, RJ.
- 1994, concluiu o Curso de Mestre d’Armas Internacional em Esgrima na Escola de Educação Física do Exército – 2éme Degrée – Rio de Janeiro, RJ.
- 2004, concluiu O Curso Internacional de Esgrima em cadeira de rodas pela IWFENCING –  Buenos Aires, Argentina.

## Professor
- Professor da escolinha de esgrima do Colégio Bom Conselho em Porto Alegre em 1990
- Professor de esgrima do Grêmio Náutico União, Porto Alegre, julho de 1991 até dezembro de 1992.
- Professor de esgrima da Escola do Forte São João, Rio de Janeiro, 1993 a 1994.
- Professor de esgrima do Grêmio Náutico União, Porto Alegre, novamente desde novembro de 1994.
- Professor de esgrima em cadeira de rodas, ASASEPODE, Porto Alegre, desde 2004.
- Professor da cadeira `Pedagogia do Florete` do Curso de Mestre D'armas ESEFEX, Rio de Janeiro, em 2009.
- Professor de esgrima voluntário no projeto Interagir da FECI (Fundação de educação e cultura do Internacional) desde 2023.

## Atuação técnico-administrativa
- Diretor Técnico da Federação Riograndense de Esgrima, Porto Alegre, de 2000 até 2010.
- Coordenador de Esgrima do Grêmio Náutico União, Porto Alegre, desde novembro de 1994.
- Diretor Técnico dos Jogos Sul-americanos de 2006 em Buenos Aires – Argentina

## Técnico
- Eq. principal do Grêmio Náutico União, Porto Alegre, desde 1995
- Técnico da equipe de esgrima em cadeira de rodas da ASASEPODE - Porto Alegre desde 2004.
- Eq. Brasileira, Jogos Pré-olímpicos Zona Americana, 1995 em Puerto la Cruz – Venezuela.
- Eq. Brasileira, Campeonatos Sul-americanos Infantil,cadete e juvenil – Assunção - Paraguai, 1995.
- Eq. Brasileira, Campeonatos Sul-americanos Infantil,cadete e juvenil – Assunção - Paraguai, 1996.
- Eq. Brasileira, Campeonatos Sul-americanos Infantil,cadete e juvenil – São Paulo - Brasil, 1997.
- Eq. Brasileira, Campeonato Mundial Adulto na Cidade do Cabo – Africa do Sul, 1997.
- Eq. Brasileira, Jogos Mundiais da Juventude em Moscou – Russia, 1998.
- Eq. Brasileira, Campeonatos Sul-americanos Infantil,cadete e juvenil – Santiago - Chile, 1998.
- Eq. Brasileira, Campeonato Mundial Juvenil e Cadete em Valência – Venezuela, 1998.
- Eq. Brasileira, Jogos Sul-americanos de Quito – Equador, 1998.
- Eq. Brasileira, Jogos Pan-americanos de Winnipeg – Canadá, 1999.
- Eliminatória Zona Americana para os Jogos Olímpicos de Sydney 2000 – Buenos Aires - Argentina
- Técnico brasileiro nos Jogos Olímpicos de Sydney 2000.
- Eq. Brasileira, Campeonato Pan-americano Adulto, 2001 em Porto Alegre.
- Eq. Brasileira, Campeonato Sul-americano Adulto, 2001 no Rio de Janeiro
- Eq. Brasileira, Campeonato Mundial Adulto em Nimes – França, 2001.
- Eq. Brasileira, Campeonato Pan-americano Cadete e Juvenil, Santiago - Chile, 2001.
- Eq. Brasileira, Jogos Sul-americanos, 2002 no Rio de Janeiro
- Eq. Brasileira, Campeonato Mundial Adulto em Lisboa – Portugal, 2002.
- Eq. Brasileira, Jogos Pan-americanos, 2003 em Santo Domingo - Rep. Dominicana
- Eq. Brasileira, Campeonato Mundial Adulto em Leipzig – Alemanha, 2005.
- Eq. Brasileira, Campeonato Mundial Adulto em São Petersburgo – Russia, 2007.
- Eq. Brasileira, Jogos Pan-americanos Rio2007
- Eq. Brasileira, Campeonato Pan-americano Adulto, Mont Tremblant - Canadá, 2007
- Eq. Brasileira, Campeonato Pan-americano Adulto, Queretaro - México, 2008
- Eliminatória Zona Americana para os Jogos Olímpicos de Pequim 2008 – Queretaro - México
- Técnico brasileiro nos Jogos Olímpicos de Pequim 2008.
- Eq. Brasileira, Campeonato Sul-americano Adulto, Buenos Aires - Argentina , 2008
- Eq. Brasileira, Campeonato Mundial Cadete/Juvenil, Belfast - Irlanda , 2009
- Eq. Brasileira, Campeonato Panamericano Adulto, San Salvador - El Salvador , 2009
- Eq. Brasileira, Campeonato Mundial Adulto, Antalya - Turquia , 2009
- Eq. Brasileira, Jogos Sul-americanos, 2010 em Medelin (COL)
- Eq. Brasileira Militar, 42² Campeonato Mundial Militar de Esgrima, Caracas (VEN)
- Eq. Brasileira, Campeonato Panamericano Adulto, San Jose - Costa Rica, 2010
- Eq. Brasileira, Campeonato Panamericano Adulto, Reno - EUA , 2011
- Eq. Brasileira, Jogos Pan-americanos Guadalajara, 2011
- Eq. Brasileira, Campeonato Mundial Adulto, Catania - Itália , 2011
- Eq. Brasileira, Campeonato Mundial Cadete/Juvenil, Moscou - Russia , 2012
- Eq. Brasileira, Campeonato Panamericano Adulto, Cancun - México, 2012
- Técnico brasileiro nos Jogos Olímpicos de Londres 2012.
- Eq. Brasileira, Campeonato Mundial Adulto, Budapeste - Hungria, 2013
- Eq. Brasileira, Campeonato Panamericano Adulto, Cartagena - Colômbia , 2013
- Eq. Brasileira, Jogos Sul-americanos, 2014 em Santiago (CHI)
- Eq. Brasileira, Campeonato Mundial Cadete-Juvenil, Plovdiv - Bulgária, 2014
- Eq. Brasileira, Campeonato Panamericano Adulto, San Jose - Costa Rica, 2014
- Técnico brasileiro nos Jogos Olímpicos da juventude - Nanjing 2014
- Eq. Brasileira, Campeonato Mundial Adulto, Moscou - Russia, 2015
- Eq. Brasileira, Campeonato Panamericano Adulto, Santiago - Chile , 2015
- Eq. Brasileira, Jogos Pan-americanos Toronto - Canadá , 2015
- Eq. Brasileira, Campeonato Mundial Cadete-Juvenil, Tashkent - Uzbekistão, 2015
- Eq. Brasileira, Campeonato Panamericano Adulto, Santiago - Chile, 2015
- Eq. Brasileira, Campeonato Mundial Cadete-Juvenil, Bourges - França 2016
- Eq. Brasileira, Campeonato Panamericano Adulto,  Cidade do Panamá - Panamá 2016
- Técnico brasileiro nos Jogos Olímpicos do Rio de Janeiro 2016.
- Eq. Brasileira, Jogos Pan-americanos Lima - Perú , 2019
- Chefe de equipe nos Jogos Olímpicos de Toquio 2021.
- Eq. Brasileira, Jogos Sul-americanos Assunção - Paraguai, 2022
- Eq. Brasileira, Jogos Pan-americanos Santiago - Chile , 2023
- Chefe de Equipe e Técnico nos Jogos Olímpicos de Paris 2024.
- Eq. Brasileira, Jogos Pan-americanos da Juventude - Assunção - Paraguai , 2025